# Avenue des Canadiens-de-Montréal
Une proposition de fusion est en cours entre Avenue des Canadiens-de-Montréal et Rue De La Gauchetière.
L'avenue des Canadiens-de-Montréal est une avenue de Montréal.

## Situation et accès
Formée d'un ancien tronçon de la rue de La Gauchetière, en face du Centre Bell, cette avenue lie la rue Peel à la rue de la Montagne.

## Origine du nom
Le 9 octobre 2009, le maire de Montréal, Gérald Tremblay, en présence de plusieurs anciens joueurs des Canadiens de Montréal, a procédé à l'inauguration officielle de l'avenue des Canadiens-de-Montréal.
Cette désignation a été annoncée dans le cadre du 100e anniversaire des Canadiens de Montréal.

## Historique

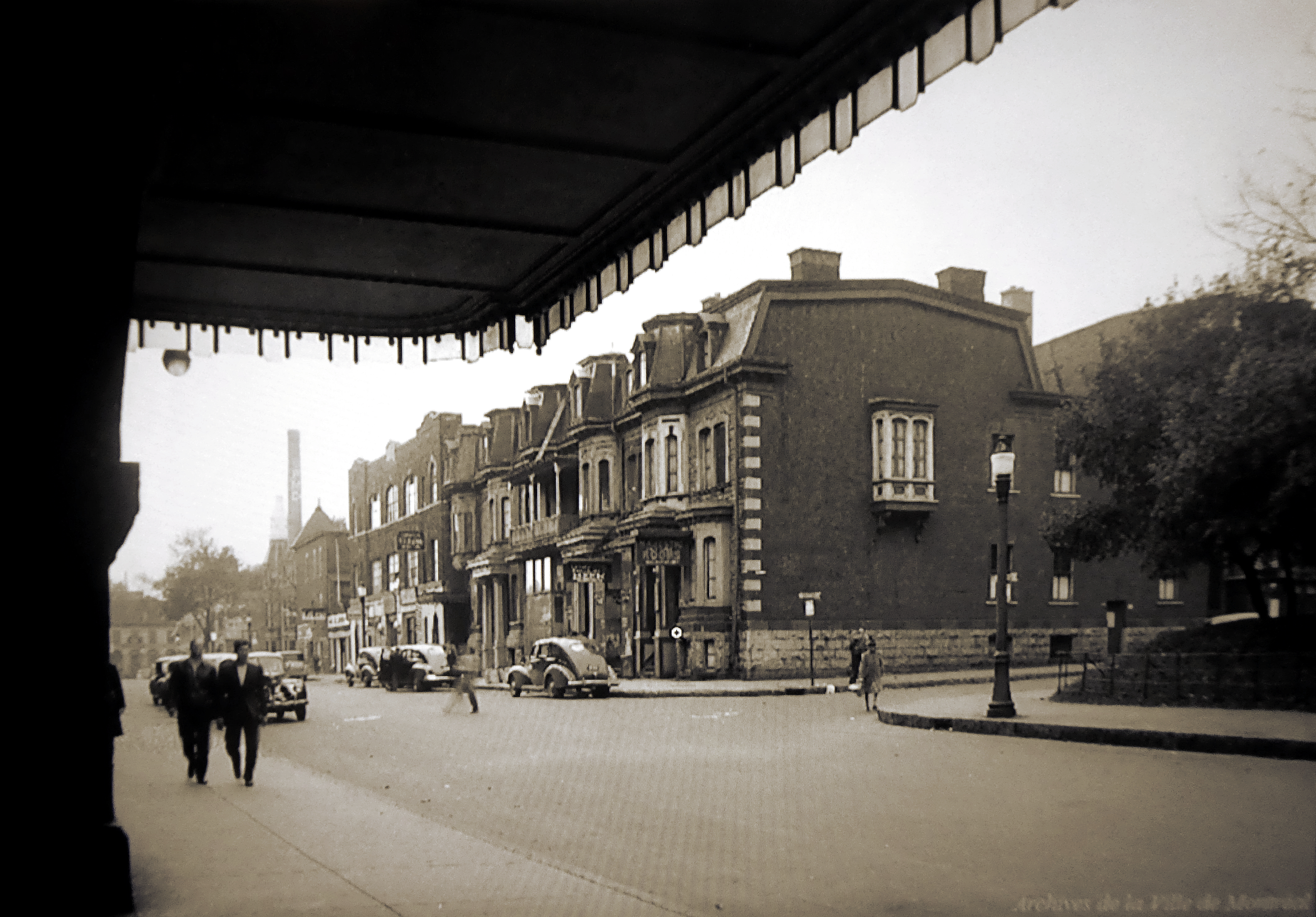
Rue Osborne depuis la gare Windsor, 1947

Une première section de l’actuelle avenue des Canadiens-de-Montréal  est montrée sur une carte de 1801 et traverse alors des vergers du faubourg Saint-Antoine à partir de la rue de la Montagne. La petite rue prendra le nom de rue Saint-Janvier, puis de rue Osborne.
Le 1er décembre 2009, la ville procéda au changement du nom de rue. Le changement officiel a pris lieu le 1er décembre 2010 selon la résolution CM09 1000.